# Ivan Fanelli
Ivan Fanelli (Bari, 13 d'octubre de 1978) és un ciclista italià, ja retirat, que fou professional de 2003 a 2008. En el seu palmarès destaquen diverses victòries d'etapa en curses menors, com el Giro dels Abruços, la Volta a Sèrbia o l'Istrian Spring Trophy.
El seu germà Antonio i el seu cunyat Timothy Jones també van ser ciclistes.

## Palmarès
- 2001
  - 1r al Gran Premi San Basso
- 2002
  - 1r al Circuito di Cesa
  - Vencedor d'una etapa al Cinturó a Mallorca
- 2004
  - Vencedor d'una etapa al Giro dels Abruços
- 2006
  - Vencedor d'una etapa a la Volta a Extremadura
- 2007
  - Vencedor de 2 etapes al Giro dels Abruços
  - Vencedor de 2 etapes a la Volta a Sèrbia
- 2008
  - Vencedor d'una etapa a l'Istrian Spring Trophy
  - Vencedor d'una etapa a la Volta al Marroc
  - Vencedor d'una etapa a la Volta a Mèxic